# Corrente Leeuwin

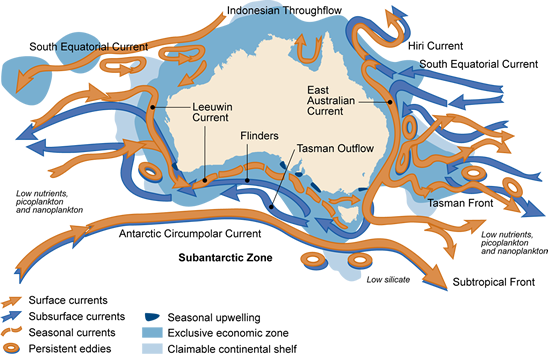
Le correnti oceaniche dell'Australia. La corrente Leeuwin scorre al largo della costa occidentale dell'Australia.

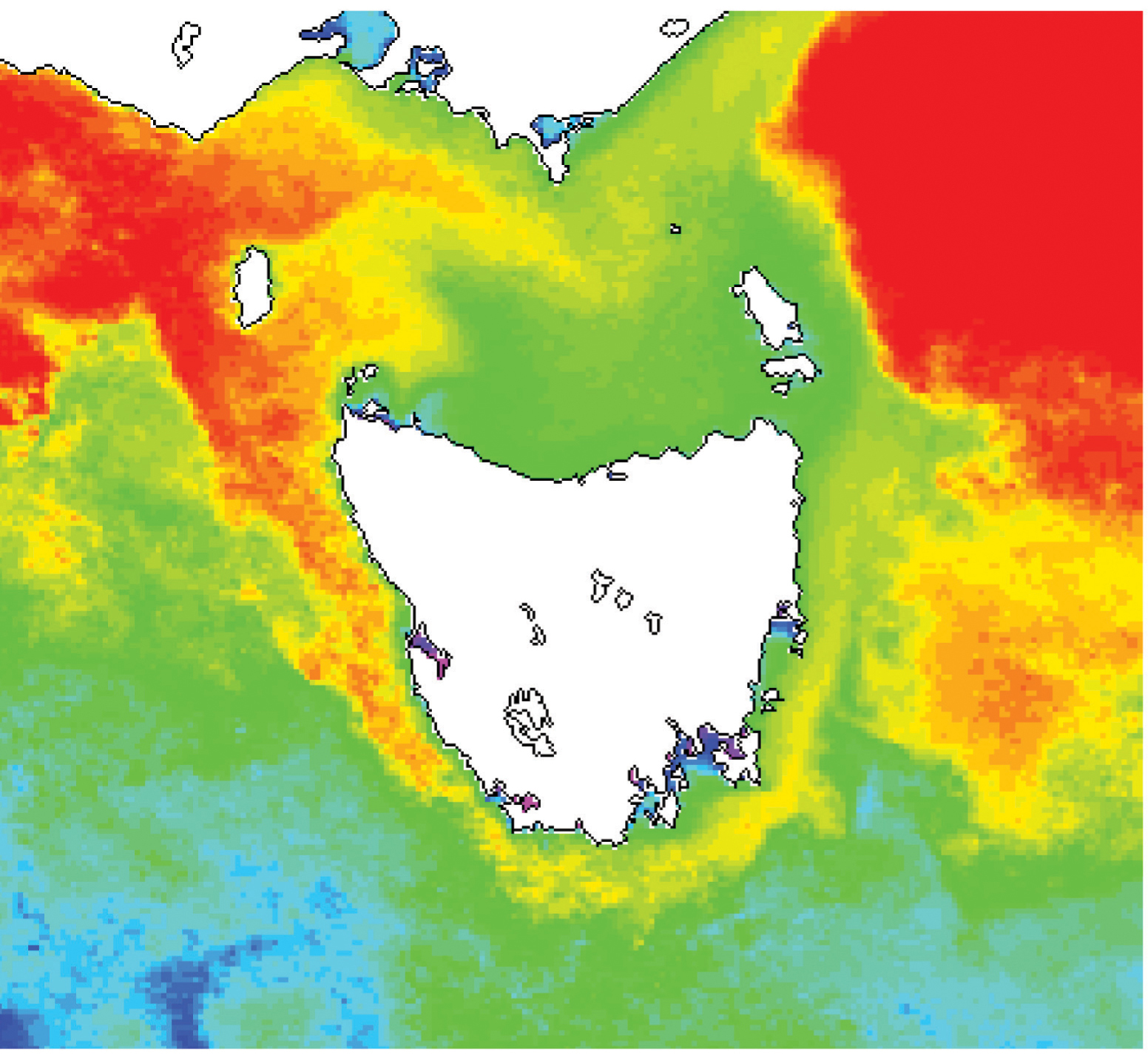
Immagine composita satellitare della corrente Leeuwin attorno alla Tasmania. (Fonte: Commonwealth Scientific and Industrial Research Organisation)

La corrente Leeuwin è una corrente oceanica di acqua calda che fluisce in direzione sud attorno alla costa occidentale dell'Australia. Dopo aver doppiato Capo Leeuwin entra nelle acque a sud dell'Australia dove la sua influenza si estende fino alla Tasmania.
Insieme alla corrente dell'Australia Occidentale e alla controcorrente dell'Australia Meridionale, che fluiscono in direzione opposta e sono prodotte dalla corrente circumpolare antartica rispettivamente nell'Oceano Indiano e in Tasmania, danno luogo a uno dei più interessanti sistemi di correnti oceaniche del mondo.

## Etimologia
Il nome della corrente deriva dal nome del vascello olandese "Leeuwin" (che in olandese significa "leonessa") che navigò in queste acque nel 1622 facendo rilevazioni cartografiche delle coste dell'Australia Occidentale. Dallo stesso vascello deriva anche la denominazione di Capo Leeuwin, che fu assegnata nel 1801 dal navigatore e cartografo inglese Matthew Flinders.

## Caratteristiche
L'intensità della corrente Leeuwin varia nel corso dell'anno; è più debole durante i mesi estivi locali (l'inverno nell'emisfero settentrionale) da novembre a marzo, quando i venti tendono a soffiare con più forza da sudovest verso nord. Il flusso maggiore si ha in autunno e in inverno (da marzo a novembre) quando i venti che soffiano in direzione contraria alla corrente sono più deboli. L'evaporazione collegata alla corrente Leeuwin dà un notevole contributo alla piovosità nelle regioni dell'Australia Occidentale.
La velocità della corrente Leeuwin e dei mulinelli ad essa collegati è tipicamente attorno a 1 nodo (50 cm/s), ma sono abbastanza comuni anche velocità di 2 nodi (1 m/s). Le punte massime di velocità registrate dalle boe controllate dai satelliti sono di 3,5 nodi (6,5 km/h).
La corrente di Leeuwin è relativamente poco profonda per gli standard oceanici, con una profondità di circa 300 m e si posiziona al di sopra della sottocorrente Leeuwin, che fluisce in direzione nord ed è quindi la sua controcorrente.
La corrente Leeuwin è molto diversa dalle fredde correnti equatoriali che si trovano lungo le coste di equivalente latitudine, come la corrente del Benguela, che scorre lungo la costa sudest dell'Africa; la corrente di Humboldt, lungo le coste del Cile e Perù, che apporta apporta in superficie acque ricche di nutrienti; la corrente della California, che apporta condizioni nebbiose nell'area di San Francisco, o la fredda corrente delle Canarie nel nord dell'Africa.
Per effetto di questa corrente, le acque della piattaforma continentale dell'Australia Occidentale sono più calde in inverno e più fresche d'estate rispetto alle corrispondenti regioni di altri continenti. La corrente Leeuwin permette anche l'esistenza dei coralli delle isole Houtman Abrolhos, dove si trovano i banchi corallini più meridionali, oltre al trasporto di specie marine tropicali lungo la costa occidentale fino alle acque della Grande Baia Australiana.
La parte centrale della corrente di Leeuwin può essere rilevata dal picco di temperatura superficiale associato a un forte calo andando verso il largo. La differenza di temperatura superficiale nella corrente è di circa 1 °C a Capo Nord-Ovest, da 2° to 3° a Fremantle, e può arrivare fino a 4° al largo di Albany, nella Grande Baia Australiana. La corrente tende poi a sfrangiarsi in mare aperto formando vortici sia orari che antiorari.
La corrente Leeuwin risente dell'influenza di El Niño, che produce una temperatura del mare leggermente più bassa lungo la costa dell'Australia Occidentale e un indebolimento della stessa corrente, con corrispondenti effetti sulle precipitazioni piovose.
L'esistenza della corrente fu suggerita per la prima volta dal biologo marino inglese William Saville-Kent nel 1897. Saville-Kent notò la presenza di acqua calda tropicale al largo delle isole Houtman Abrolhos, che rendeva l'acqua più calda in inverno di quella delle coste adiacenti. L'esistenza della corrente fu poi confermata nel corso degli anni, ma ricevette il suo attuale nome solo negli anni 1980 da parte di Cresswell e Golding.